# Elytranthe acunae
Elytranthe acunae là một loài thực vật có hoa trong họ Loranthaceae. Loài này được Merr. mô tả khoa học đầu tiên năm 1918.